# Episodi di Hemlock Grove (terza stagione)
La terza e ultima stagione della serie televisiva Hemlock Grove, composta di 10 episodi, è stata interamente resa disponibile sul servizio di streaming on demand Netflix il 23 ottobre 2015.
In Italia la stagione verrà resa disponibile sul servizio streaming on demand Netflix.
| nº | Titolo originale            | Titolo italiano | Pubblicazione USA | Prima TV Italia |
| -- | --------------------------- | --------------- | ----------------- | --------------- |
| 1  | A Place to Fall             |                 | 23 ottobre 2015   |                 |
| 2  | Souls on Ice                |                 | 23 ottobre 2015   |                 |
| 3  | The House in the Woods      |                 | 23 ottobre 2015   |                 |
| 4  | Every Beast                 |                 | 23 ottobre 2015   |                 |
| 5  | Boy in the Box              |                 | 23 ottobre 2015   |                 |
| 6  | Pendant                     |                 | 23 ottobre 2015   |                 |
| 7  | Todo Santos                 |                 | 23 ottobre 2015   |                 |
| 8  | Dire Night on the Worm Moon |                 | 23 ottobre 2015   |                 |
| 9  | Damascus                    |                 | 23 ottobre 2015   |                 |
| 10 | Brian's Song                |                 | 23 ottobre 2015   |                 |